# Jesus Manuel Santana Abreu
Jesus Manuel Santana Abreu, detto Suso (San Cristóbal de La Laguna, 2 marzo 1985), è un ex calciatore spagnolo, di ruolo centrocampista.

## Palmarès

### Club
- Coppa di Scozia: 1

Hearts: 2011-2012